# It's Alright (Jay-Z)
It's Alright è un singolo del rapper statunitense Jay-Z, pubblicato il 21 aprile del 1998 per la colonna sonora del film Streets Is Watching. La canzone vede la partecipazione del rapper statunitense Memphis Bleek. In seguito la traccia è inclusa in Vol. 2... Hard Knock Life, terzo album di Jay-Z. Il lato B della canzone è The Doe dei Diamonds In Da Rough.
Il singolo entra nelle classifiche statunitensi quando nel novembre del 1998, la rivista specializzata The Source inserisce It's Alright nella propria raccolta The Source Presents: Hip Hop Hits, Vol. 2: il singolo di Jay-Z e Bleek raggiunge la posizione numero 61 della Hot 100 e la numero 32 tra le canzoni R&B/Hip-Hop.

## Tracce

### CD
1. It's Alright (Clean Version) - 4:04
2. The Doe (Clean Version) - 4:14

### Vinile
Lato A
1. It's Alright (Clean Version)
2. It's Alright (Dirty Version)
3. It's Alright (TV track)

Lato B
1. The Doe (Clean Version)
2. The Doe (Dirty Version)
3. The Doe (TV track)

## Classifiche

### Classifiche settimanali
| Classifica (1998)        | Posizione massima |
| ------------------------ | ----------------- |
| Stati Uniti              | 61                |
| US Hot R&B/Hip-Hop Songs | 32                |
| US R&B/Hip-Hop Airplay   | 59                |